# Ivan Passer
Ivan Passer (Praga, 10 de julio de 1933 – Reno, Nevada, 9 de enero de 2020) fue un director de cine y guionista checo, conocido por ser miembro de la Nueva Ola Checoslovaca y haber dirigido películas como Nacido para ganar (1971), Cutter's Way (1981) y Stalin (1992).

## Carrera
Nacido en Praga, Passer asistió al internado King George en Poděbrady y compartió clases con los futuros cineastas Miloš Forman, Jerzy Skolimowski y Paul Fierlinger o el estadista Václav Havel. Posteriormente, estudió en la  FAMU en Praga, pero no terminó el curso. He began his career as an assistant director on Ladislav Helge's Velká samota.
Más tarde colaboró con su amigo Forman en todas las películas checas de éste, entre las que se incluyen Los amores de una rubia (1965) y ¡Al fuego, bomberos! (1967). En las que Passer fue coguionista, trabajos que fueron nominados a los Premios de la Academia a la mejor película de habla no inglesa. En 1965, dirigió su primer largometraje, "Iluminación íntima", que es considerada por algunos como su obra maestra.
En 1969, después del invasión de Checoslovaquia por la URSS, Passer y Forman dejaron Chechoslovaquia juntos y se dirigiern a los Estados Unidos, aupados por la fama de Forman por ser ganador de un Oscar. Passer fue el encargado de realizar películas interesantes como Nacido para ganar (1971), un drama protagonizado por George Segal y Karen Black, o El camino de Cutter (1981), un thriller con Jeff Bridges y John Heard como protagonistas.
Se le identifica más por sus dramas idiosincrásicos, a menudo descarnados, también dirigió comedias como "Gigantes de plata" (1978) protagonizada por Michael Caine y " Creador" (1985) protagonizada por Peter O'Toole. Más adelante en su carrera, dirigió numerosas películas para televisión, entre las que destaca la premiada biopic " Stalin" (1992) protagonizada por Robert Duvall para HBO. También fue profesor de cine en la Universidad del Sur de California.
Passer murió el 9 de enero de 2020 de complicaciones pulmonares en Reno, Nevada a la edad de 86 años.

## Filmografía
- Audition (1963) (guionista junto a Miloš Forman, Jaroslav Papoušek y Václav Šašek)
- Iluminación íntima (Intimate Lighting) (1965)
- Los amores de una rubia (Loves of a Blonde) (1965) (guionista junto a Miloš Forman, Jaroslav Papoušek y Václav Šašek)
- ¡Al fuego, bomberos! (The Firemen's Ball) (1967) (guionista junto a Miloš Forman, Jaroslav Papoušek y Václav Šašek)
- Born to Win (1971)
- Law and Disorder (1974)
- El último recurso (Crime and Passion) (1976)
- Gigantes de plata (Silver Bears) (1977)
- El camino de Cutter (Cutter's Way) (1981)
- El ruiseñor (Cuentos de las estrellas) (TV) (The Nightingale) (1983)
- Creator (1985)
- Verano atormentado (Haunted Summer) (1988)
- Seducción mortal (Fourth Story) (1990)
- Stalin (1992)
- Mientras la justicia duerme (While Justice Sleeps) (1994)
- Secuestrado (El señor de los mares) (Kidnapped) (1995)
- El árbol de los deseos (The Wishing Tree) (1999)
- Picnic (2000)
- Velvet Hangover (2000)
- Nomad: The Warrior (2006)